# Toga (Spanyolország)
Toga egy község Spanyolországban, Castellón tartományban. Toga Argelita, Espadilla, Ludiente, Torrechiva és Vallat községekkel határos. Lakosainak száma 108 fő (2024).

## Népesség
A település népessége az elmúlt években az alábbi módon változott:
| Lakosok száma | 93   | 85   | 107  | 112  | 126  | 112  | 98   | 100  | 101  | 108  |
|               | 2001 | 2004 | 2006 | 2009 | 2011 | 2014 | 2016 | 2019 | 2021 | 2024 |